# سگ اسکیموی کانادایی
سگ اسکیموی کانادایی (به انگلیسی: Canadian Eskimo Dog)، نام یکی از نژادهای سگ است که خاستگاه آن به کانادا بازمی‌گردد. وزن جنس نر سگ اسکیموی کانادایی ۳۰–۴۰ کیلوگرم (۶۶–۸۸ پوند) است و وزن جنس مادهٔ آن ۱۸–۳۰ کیلوگرم (۴۰–۶۶ پوند). قد جنس نر سگ اسکیموی کانادایی ۵۸–۷۰ سانتیمتر (۲۳–۲۸ اینچ) است و قد جنس مادهٔ آن ۵۰–۶۰ سانتیمتر (۲۰–۲۴ اینچ).